# Svenska Aero Jaktfalken
Svenska Aero Jaktfalken var ett svensktillverkat dubbelvingat jaktplan som konstruerades i slutet på 1920-talet. I svensk tjänst kallades flygplanet för J 5 eller J 6.

## Historia
Jaktfalken konstruerades och tillverkades på egen risk av Svenska Aero. Företaget hade utan framgång kontaktat Flygstyrelsen med en förfrågan om riktlinjer och önskemål för ett jaktflygplan, och startade utvecklingsarbete på egen hand med att titta på olika utländska konstruktioner. Jaktfalken var ett konventionellt biplan med en Armstrong Siddeley Jaguar 14-cylindrig luftkyld stjärnmotor. Landstället var fast och under fenan fanns en sporre. Flygkroppen utgjordes av en svetsad stålrörskonstruktion, som kläddes med duk. Den främre och bakre delen av kroppen täcktes med lätt avtagbara aluminiumplåtar. Mellan motorn och förarplatsen fanns en bränsletank, som rymde bränsle för 2,5 timmars flygning. 
Försvarsmaktens provflygare Nils Söderberg fick i uppdrag att flyga prototypen vid Svea flygflottilj i Barkarby. Efter en av landningarna berömde han flygplanet och sade att det var "det bästa flygplan han dittills flugit". 
Den 11 november 1929 demonstrerades Jaktfalken för representanter för myndigheter och press. Flygförvaltningen bestämde att tre Jaktfalken och tre engelska jaktflygplan av typen Bristol Bulldog (J 7) skulle anskaffas för jämförande prov. 
Provflygplanet inköptes av Flygvapnet 9 januari 1930 och erhöll beteckningen J 5. I februari 1930 beslöt Flygstyrelsen att istället använda Bristol Jupiter som Flygvapnets standardmotor, varför Carl Clemens Bücker blev tvungen att modifiera de två beställda flygplanen med nya motorfästen samt förändringar av framkroppen. Dessa flygplan kom att heta Svenska Aero Jaktfalk I J 6. Orden följdes av en beställning 1930 på ytterligare fem flygplan med Jupiter VI motor. Vid provflygningarna uppdagades vibrationer i stjärtpartiet vid vingglidning, både Svenska Aero och CFV försökte komma tillrätta med problemet utan att lyckas, trots detta godkändes flygplanen av Flygvapnet. Efter leveransen arbetade Bücker och CFV med en omkonstruktion av landstället och flygkroppen som gavs en kantigare form än tidigare Jaktfalkar. Som motoralternativ valdes den utvecklade Jupiter VIIF-motorn. Flygvapnet erhöll 1932 tre Jaktfalk II som varianten benämndes.
Svenska Aero arbetade hårt med att få till stånd export av Jaktfalken.  Militärrepresentanter från Argentina och Japan provflög flygplanet utan att beställningar följde. Den enda exportorden kom från Norge, som 1931 beställde ett flygplan med en Armstrong Siddeley Panther IIIA-motor, som användes för utvärderande prov mot en Hawker Fury. När flygvapnet 1933 önskade beställa ytterligare sju flygplan, var Svenska Aero uppköpt av ASJA och leveranserna kom att ske från den nya tillverkaren, som gjorde några mindre modifieringar av stabilisator och vindrutan.
Tre flygplan tjänstgjorde i det finska flygvapnet under vinterkriget 1939-1940. Därefter användes flygplanen som övningsflygplan fram till 1945.

## Versioner
- SA 11 Jaktfalk  - Provflygplan med Armstrong Siddeley Jaguar-motor. Ett plan levererat som J 5.
- SA 14 Jaktfalk I - Modifierad kropp med Jupiter VI-motor. Sju plan levererade som J 6.
- SA 14 Jaktfalk II - Modifierad kropp och landställ med Jupiter VIIF-motor. Tre plan levererade som J 6A
- SA 14E Jaktfalk II – som ovan fast med Armstrong Siddeley Panther IIIA-motor för Norge. Ett plan levererat.
- SA 14 Jaktfalk II - Tillverkad av ASJA med modifierad stabilisator och vindruta. Sju plan levererade som J 6B.

## Operationell historia

### Användning i Finland
Sverige skänkte i december 1939 tre Jaktfalken II (1st J 6A, 2st J 6B) till det finländska flygvapnet. Flygplanen var de äldsta Jaktfalkarna som Sverige hade i bruk och det var praxis att man skänkte bort det äldsta man hade vid krigshjälp. Dessa flygplan användes vid flygfältet i Kauhava för skolning.

### Användning i Sverige
I det svenska flygvapnets tjänst skulle Jaktfalken komma att betecknas J 6. Efter att Flygvapnet köpt en Svenska Aero Jaktfalken J 5 1940 beslöt Flygstyrelsen att använda Bristol Jupiter som standardmotor.
Två J 5 var redan beställda men ej klara för leverans. Konstruktören Carl Clemens Bücker blev tvungen att konstruera om flygplanet från brandskottet och framåt för att ge plats för den nya motortypen. Det modifierade flygplanet fick benämningen J 6.
För att få ner kostnaden för och rationalisera tillverkningen ville Svenska Aero ha en större beställning av flygplanstypen. Flygstyrelsen föreslog därför att ytterligare fyra J 6 kunde tillföras Flygvapnet.
Den första J 6 provflögs sommaren 1930, vid provflygningen fick man problem med kraftiga vibrationer i stjärtpartiet vid vingglidning. Flygplanet överfördes till CFV där man försökte modifiera konstruktionen för att häva skakningarna, men detta ledde inte något resultat, trots detta godkändes flygplanet av Flygvapnet.
Det tredje flygplanet blev klart under hösten 1930, vid provflygningen i januari uppvisade flygplanet likadana skakningar som det första, under provflygningen havererade flygplanet och flygaren Einar Lundborg förolyckades, vilket förorsakade tillsättandet av en undersökningskommission. Med de två under tillverkningen modifierade J 5 och leverans av de beställda J 6 kom flygvapnet att operera sju flygplan av typen.
Flygplanet modifierades av Bücker med en omkonstruktion av flygplanskroppen, nytt landställ och en Jupiter VIIF-motor.
Flygvapnet beställde i november 1931 tre plan av den modifierade typen och benämnde dem J 6A, flygplanen levererades sommaren 1932 och placerades på F 3 Malmslätt. Perioden 1932 - 1934 överfördes samtliga J 6 till F 1 för att användas i jaktutbildning. 
Flygvapnet beställde i maj 1933 ytterligare sju st Jaktfalkar men då Svenska Aero 1932 övertagits av AB Svenska Järnvägsverkstädernas Aeroplanavdelning kom tillverkning och leverans att ske från ASJA. Tillverkningen inleddes omedelbart efter att orden inkommit och första flygplanet blev klart november 1934, i juni 1935 var samtliga flygplan klara och levererades till Flygvapnet som benämnde dem J 6B.
När allt jaktflyg överfördes från F 1 Västerås (där F 8  verkat som ett detachement) till F 8 Barkarby i oktober 1938 fanns sju J 6 kvar i flygvapnet, de kom att användas som övningsplan vid jaktutbildning. Tre flygplan skänktes till Finland i samband med Vinterkriget 1939-1940, kvarvarande flygplan kasserades 1941.

#### Varianter
- J 6  - En J 5 med Bristol Jupiter VI-motor
- J 6A - Modifierad kropp med Jupiter VIIF-motor
- J 6B - ASJA-tillverkad med modifierad stabilisator och vindruta.